# Gaedioxenis
Gaedioxenis är ett släkte av tvåvingar. Gaedioxenis ingår i familjen parasitflugor.
Kladogram enligt Catalogue of Life:
| Gaedioxenis | \| \| Gaedioxenis brevicornis \| \| \| \| \| \| Gaedioxenis haematodes \| \| \| \| \| \| Gaedioxenis propinqua \| \| \| \| \| \| Gaedioxenis setifrons \| \| \| \| |
|             | \| \| Gaedioxenis brevicornis \| \| \| \| \| \| Gaedioxenis haematodes \| \| \| \| \| \| Gaedioxenis propinqua \| \| \| \| \| \| Gaedioxenis setifrons \| \| \| \| |
|             | Gaedioxenis brevicornis |
|             | |
|             | Gaedioxenis haematodes |
|             | |
|             | Gaedioxenis propinqua |
|             | |
|             | Gaedioxenis setifrons |
|             | |